# Cyrtandra wawrae
Cyrtandra wawrae är en tvåhjärtbladig växtart som beskrevs av Charles Baron Clarke. Cyrtandra wawrae ingår i släktet Cyrtandra och familjen Gesneriaceae. Inga underarter finns listade i Catalogue of Life.